# Боровков Орест Миколайович
Орест Миколайович Боровков (14 грудня 1908, Іваново-Вознесенськ — 14 грудня 1978, Кіровоград) — радянський військовий льотчик, Герой Радянського Союзу (1939) за участь у національно-визвольній війні в Китаї як командир бомбардувальної авіаційної ескадрильї. У роки німецько-радянської війни заступник командира авіаційної дивізії авіації далекої дії.

## Біографія
Народився 14 грудня 1908 року в місті Іваново-Вознесенськ Івановської області в родині робітника. Росіянин. Закінчив сім класів і школу ФЗУ. Працював прядильників на ткацької фабриці.
У 1930 році призваний до лав Червоної Армії. Член ВКП (б)/КПРС з 1931 року. У 1932 році закінчив Серпуховську об'єднану військову авіаційну школу пілотів. Продовжив службу в частинах бомбардувальної авіації.
З травня по серпень 1938 року бився в Китаї проти японських агресорів. Командуючи ескадрильєю швидкісних бомбардувальників СБ, старший лейтенант О. М. Боровков дев'ять разів був ведучим ескадрильї і загону. Відомі їм літаки потопили 13 кораблів противника в нижній течії річки Янцзи, у тому числі гідроавіатранспорт з 32 винищувачами. Після повернення з Китаю йому було присвоєно позачергове військове звання майор.
Указом Президії Верховної Ради СРСР від 22 лютого 1939 року за зразкове виконання спеціальних завдань Уряду щодо зміцнення оборонної могутності Радянського Союзу і за виявлену геройство майору Оресту Миколайовичу Боровкову присвоєно звання Героя Радянського Союзу із врученням ордена Леніна й медалі «Золота Зірка» (№ 292).
У тому ж, 1939 році майор О. М. Боровков бився в Монголії, на річці Халхин-Гол. Взимку 1939—1940 років на посаді командира бомбардувального полку брав участь в у війні з Фінляндією. У 1941 закінчив курси удосконалення командного складу при Військово-повітряній інженерній академії імені М. Є. Жуковського.
У боях німецько-радянської війни з червня 1941 року. Був інспектором техніки пілотування 3-го дальньобомбардувального авіаційного корпусу, а потім заступником командира авіаційної дивізії авіації далекої дії. Близько року О. М. Боровков водив літаки в глибокий тил ворога — на Берлін, Кенігсберг та інші військово-промислові центри Німеччини.
Після закінчення  війни О. М. Боровков перебував на посаді старшого інспектора військово-навчальних закладів авіації далекої дії. Був заступником начальника управління Цивільного повітряного флоту, начальником повітряно-стрілецької служби військового училища. З 1956 року полковник О. М. Боровков — в запасі. Жив у місті Кіровограді. Помер 14 грудня 1978 під час святкування свого 70-річчя. Похований у Кіровограді у Пантеоні Вічної Слави.
Нагороджений орденом Леніна, чотирма орденами Червоного Прапора, орденом Червоної Зірки, медалями.